# Mormopterus doriae
Mormopterus doriae är en fladdermusart som beskrevs av K. Andersen 1907. Mormopterus doriae ingår i släktet Mormopterus och familjen veckläppade fladdermöss. IUCN kategoriserar arten globalt som otillräckligt studerad. Inga underarter finns listade i Catalogue of Life.
Arten förekommer i en mindre region på norra Sumatra som ligger cirka 250 meter över havet. Det antas att den har samma levnadssätt som andra arter av samma släkte.